# Peter Hauswald
Peter Hauswald es un deportista belga que compitió en taekwondo. Ganó una medalla de plata en el Campeonato Europeo de Taekwondo de 1976, en la categoría de –63 kg.

## Palmarés internacional
| Campeonato Europeo | Campeonato Europeo | Campeonato Europeo | Campeonato Europeo |
| Año                | Lugar              | Medalla            | Categoría          |
| ------------------ | ------------------ | ------------------ | ------------------ |
| 1976               | Barcelona (España) | Medalla de plata   | –63 kg             |